# Nem vagy egyedül
A Nem vagy egyedül (No One Is Alone) a Született feleségek (Desperate Housewives) című amerikai filmsorozat negyvenötödik epizódja. Az Amerikai Egyesült Államokban először az ABC (American Broadcasting Company) adó sugározta 2006. május 14-én.

## Az epizód cselekménye
Lynette zavarba ejtő híreket kapott, Caleb felfedett egy titkot, Susan feladott egy vallomást és Bree élete legnehezebb döntését hozta meg. Miután fedél nélkül maradt, minden barátja Susan segítségére siet, s még Orson is segédkezik a romeltakarításban. Susan-t a porig égett háza után még az is sokkolja, hogy a biztosító gyújtogatásra gyanakszik, ezért csak a nyomozás lezárta után fizet. Az elkövető személye minden valószínűség szerint nem más, mint Edie Britt, melyről Susan kézzelfogható bizonyosságot akar szerezni. Bree szörnyű bűntudatot érez amiatt, hogy Andrew-tól megszabadult, s a lelkiismeretét a lányával való fokozott törődéssel szeretné megtisztítani. Danielle megkésett születésnapi bulija azonban éppen Bree miatt fullad botrányba. Kiderül, hogy a beültetés sikeres volt és Xiao-Mei Solis-ék gyermekét várja. Ám Gabrielle kezdeti boldogsága rövidesen alábbhagy, ugyanis Carlos kitüntetett figyelmet szán a várandós fiatal lánynak, mely már szinte betegessé válik nála. Felicia mesterkedése, mely szerint Paul Young-ot módszeresen tönkreteszi, úgy tűnik, hogy célját éri. Lynette rákérdez Tomnál az Atlantic City-s utazgatásokra, és megnyugtató magyarázatot kap – látszólag, ugyanis Lynette alapos nyomozásba kezd a férje után. Danielle, Matthew kiszabadítása után búcsúlevéllel a háta mögött kereket old, Bree pedig ezt követően idegösszeroppanást kap.

## Mellékszereplők
- Harriet Sansom Harris – Felicia Tilman
- Kathryn Joosten – Karen McCluskey
- Gwendoline Yeo – Xiao-Mei
- Kiersten Warren – Nora Huntington
- Stephen Tobolowsky – Bud Penrod
- Kyle MacLachlan – Orson Hodge
- Boo Arnold – Nyomozó
- Bill Bolender – Tulajdonjogi tanácsadó
- Lisa Fredrickson – Ápolónő
- Lindsay Hollister – Maureen
- Wayne Lopez – Air Marshall
- Dougald Park – Xiao-Mei orvosa
- Arnie Powell – Nyomozó
- Tiffany Thornton – Barbie

## Mary Alice epizódzáró monológja
- A narrátor, Mary Alice monológja az epizód végén így hangzik (a magyar változat alapján):

„Megrázó pillanat mindannyiunknak. A pillanat, amikor rájövünk, hogy egyedül vagyunk ebben a világban. A család, amit magától értetődőnek tartunk, egy nap hátat fordíthat nekünk. A férj, akiben fenntartás nélkül bízunk, megcsalhat minket. A lány, akit szívből szeretünk, talán sosem tér vissza hozzánk. És akkor a végén ott állunk egy szál magunk. Na persze, egyesek kifejezetten örülnek annak, ha egyedül lehetnek. Mint például…”

## Érdekességek
- A Kiersten Warren által alakított Nora Huntington karaktere először tűnik fel a sorozatban ebben az epizódban, Felicia Tilman karaktere pedig most látható utoljára egészen a hetedik évad első részéig, amelyben ismét feltűnik.

## Epizódcímek szerte a világban
- Angol: No One Is Alone (Senki sincs egyedül)
- Francia: Le cercle des voisins disparus
- Lengyel: Nikt nie jest sam (Senki sincs egyedül)
- Német: Allein auf der Welt (Egyedül a világban)